# Everly (film)
Ne doit pas être confondu avec Everly.
Pour plus de détails, voir Fiche technique et Distribution.
Everly est un film d'action américain réalisé par Joe Lynch et sorti en 2015.

## Synopsis
Everly, une call girl devenue indic pour la Police, doit affronter une armée de tueurs professionnels envoyés par son Ex, un ponte de la mafia. Retranchée dans un appartement, Everly, est prête à tout pour se défendre et sauver sa fille. Le sang va couler à flots.

## Fiche technique
- Titre original : Everly
- Titre français : Everly
- Réalisation : Joe Lynch
- Scénario : Yale Hannon et Joe Lynch
- Photographie : Steve Gainer
- Montage : Evan Schiff
- Musique : Bear McCreary
- Production : Rob Paris, Andrew Pfeffer, Adam Ripp et Luke Rivett
- Sociétés de production : RADiUS-TWC, Vega, Baby!, Crime Scene Pictures
- Distribution : Dimension Films (USA), TF1 Vidéo (France)
- Pays d'origine : États-Unis
- Langue originale : anglais
- Format : couleur
- Genre : Action, thriller
- Durée : 92 minutes
- Dates de sortie : 
  -  États-Unis : 23 janvier 2015 en VOD
  -  France : 7 octobre 2015 en DVD
- Déconseillé aux moins de 16 ans.

## Distribution

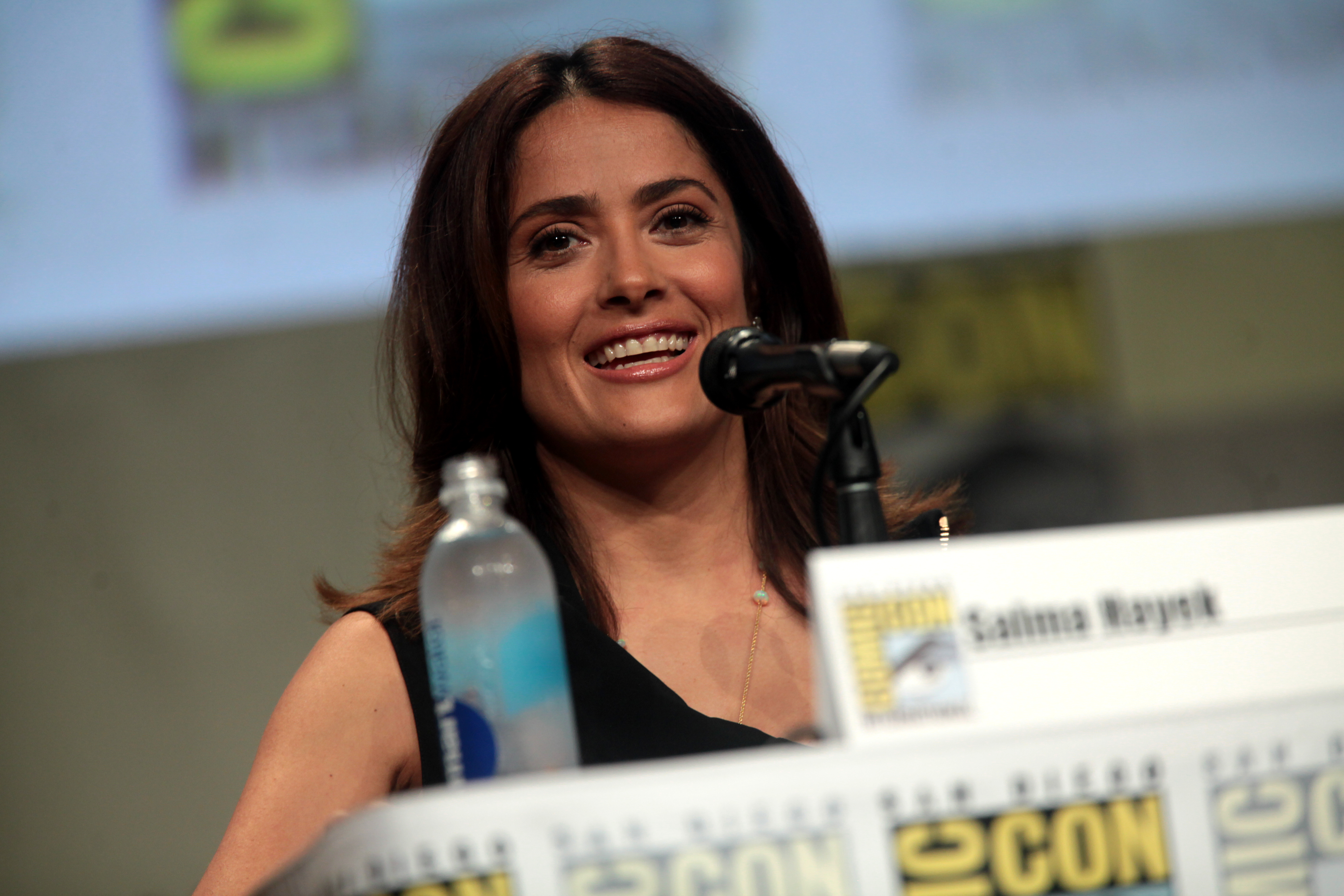
L'actrice principale Salma Hayek, pour la promotion du film au San Diego Comic-Con 2014.

- Salma Hayek (VF : Anneliese Fromont ; VQ : Camille Cyr-Desmarais) : Everly
- Hiroyuki Watanabe : Taiko
- Laura Cepeda : Edith
- Gabriella Wright : Anna
- Caroline Chikezie : Zelda
- Akie Kotabe : Dead man